# Movimento Agricultor-Cidadão
O Movimento Agricultor-Cidadão (em holandês: BoerBurgerBeweging, BBB) é um partido político agrário dos Países Baixos. Está sediado em Deventer, Overijssel. A actual líder do partido é Caroline van der Plas, que o fundou em 2019.

## História
O Movimento Agricultor-Cidadão foi fundado em Outubro de 2019 pela jornalista agrícola Caroline van der Plas, juntamente com Wim Groot Koerkamp e Henk Vermeer da empresa de marketing agrícola ReMarkAble, em resposta aos protestos generalizados de agricultores ocorridos no início daquele mês. No dia 17 de Outubro de 2020, Van der Plas foi escolhida por unanimidade como o lijsttrekker do partido, e posteriormente ganhou uma cadeira nas eleições gerais de 2021.
O BBB venceu as eleições provinciais holandesas de 2023, recebendo o maior número de assentos em todas as 12 províncias. Como os conselhos provinciais elegem o Senado holandês, prevê-se que o partido ganhe 17 cadeiras nas eleições de 2023 para o Senado, mais do que qualquer outro partido.

## Ideologia
Nas eleições gerais holandesas de 2021, o Movimento Agricultor-Cidadão concentrou a sua campanha em questões importantes para os eleitores rurais e agrários, incluindo promessas de um "Ministério do Campo" localizado a pelo menos 100 quilómetros de Haia e a remoção da proibição de neonicotinoides.
O BBB apoia a adesão holandesa à União Europeia (UE) para fins comerciais, mas quer reduzir o poder da UE "a um nível de como a CEE foi pretendida" e opõe-se que a UE se torne num super-estado federal. O BBB também apoia a adesão holandesa à NATO e defendeu o fornecimento de caças F-16 à Ucrânia.
Caroline van der Plas afirmou que o Partido pelos Animais e Wakker Dier são dois dos maiores inimigos do BBB, e que o BBB usa a sua presença nos midia para fornecer uma perspectiva alternativa.

## Resultados eleitorais

### Câmara dos Representantes
| Eleição | Líder                 | Votos   | %          | Assentos | +/–  | Governo  |
| ------- | --------------------- | ------- | ---------- | -------- | ---- | -------- |
| 2021    | Caroline van der Plas | 104.319 | 1,00 (16º) | 1 / 150  | Novo | Oposição |

### Conselhos provinciais
| Eleição | Líder                 | Votos     | %          | Assentos  | +/–  |
| ------- | --------------------- | --------- | ---------- | --------- | ---- |
| 2023    | Caroline van der Plas | 1.479.695 | 19.23 (1º) | 138 / 572 | Novo |

| Província         | Votos (%) | Resultado (assentos) |
| ----------------- | --------- | -------------------- |
| Drente            | 33,51     | 17 / 43              |
| Flevolândia       | 20,81     | 10 / 41              |
| Frísia            | 27,86     | 14 / 43              |
| Gelderland        | 23,57     | 14 / 55              |
| Groningen         | 23,56     | 12 / 43              |
| Limburgo          | 18,47     | 10 / 47              |
| Brabante do Norte | 18.21     | 11 / 55              |
| Holanda do Norte  | 13,76     | 8 / 55               |
| Overijssel        | 31,27     | 17 / 47              |
| Holanda do Sul    | 13,74     | 9 / 55               |
| Utrecht           | 13,18     | 7 / 49               |
| Zelândia          | 19,75     | 9 / 39               |